# Czerwony Las
Czerwony Las, zwany również Czerwonym Borem (ukr. Рудий ліс, ros. Рыжий лес) – las w pobliżu Prypeci, położony od niej o 2 km na południe. Nazwa „Czerwony Las” pochodzi od rudawoczerwonego koloru sosen, które obumarły z powodu wchłonięcia wysokiej dawki promieniowania, wywołanej katastrofą w Czarnobylu. Oficjalnie, w wyniku przeprowadzenia akcji oczyszczania skażonej strefy, Czerwony Las został zrównany z ziemią przy pomocy buldożerów, a napromieniowane drzewa zakopano w tzw. cmentarzysku odpadów promieniotwórczych. Jednak w rzeczywistości prace zostały wstrzymane, gdy z gleby przerzucanej przez maszyny zaczęły wydostawać się ogromne dawki promieniowania. Okolice Czerwonego Lasu stanowią jeden z najbardziej skażonych obszarów na świecie.

## Katastrofa i akcja oczyszczania
Czerwony Las znajduje się w czarnobylskiej strefie zamkniętej, która otrzymała najwyższe dawki promieniowania w wyniku przejścia chmury radioaktywnego pyłu i dymu po katastrofie w Czarnobylu. Drzewa obumarły z powodu silnego skażenia promieniotwórczego. Eksplozja i ogień w reaktorze nr 4 zanieczyściły glebę, wodę i atmosferę.
W wyniku przeprowadzonej po katastrofie akcji oczyszczania, większość sosen miała zostać zniszczona przy pomocy buldożerów i zakopana w rowach przez tzw. likwidatorów. Następnie rowy miały zostać zasypane grubą warstwą piasku i miały zostać posadzone tam nowe drzewa. Niestety operacja zakończyła się niepowodzeniem. Z rozkopanej gleby zaczęły wydostawać się silne dawki promieniowania, które przyjęli też pracownicy. Projekt porzucono, jednak oficjalnie zakończył się powodzeniem. Ludzie zostali ewakuowani ze skażonej strefy wokół Czerwonego Lasu.

## Przyroda w strefie
Kiedy ludzie opuścili ten obszar w 1986 roku, osiedliły się tam zwierzęta. Radioaktywne skażenie wywarło silny wpływ na florę i faunę Czerwonego Lasu. Różnorodność biologiczna Czerwonego Lasu wzrosła po wybuchu w elektrowni jądrowej. Ze sprawozdań wynika, że występuje większa liczba mutacji wśród niektórych roślin w strefie. Powyższe wyniki badań stanowią bazę dla niepotwierdzonych opowieści o „lesie cudów”, zawierającym wiele dziwnie zmutowanych roślin. W szczególności niektóre drzewa mają dziwnie skręcone gałęzie, które nie są zwrócone w kierunku nieba.
W latach po katastrofie niektóre rośliny zaczęły wykazywać gigantyzm, przejawiający się anormalnym kształtem i rozmiarem znacznie powyżej średniej dla danego gatunku. Gigantyzm i inne anomalie roślin Czerwonego Lasu można zobaczyć w najbardziej radioaktywnych częściach strefy zamkniętej.
Strefa Czerwonego Lasu pozostaje jednym z najbardziej skażonych obszarów na Ziemi. Jednakże zona okazała się zaskakująco płodnym siedliskiem dla wielu zagrożonych gatunków. Ewakuacja obszaru wokół reaktora atomowego przyczyniła się do stworzenia bujnego i unikalnego rezerwatu przyrody. Długofalowy wpływ radioaktywnego opadu na florę i faunę tego regionu nie jest w pełni znany, gdyż rośliny i zwierzęta mają znacząco różną i zmieniającą się odporność na promieniowanie. Zaobserwowano, że niektóre ptaki mają skarłowaciałe pióra ogonowe. Odnotowano w tym regionie populacje bocianów, wilków, bobrów i orłów.

## Obecnie
Obecnie promieniowanie w Czerwonym Lesie może osiągnąć poziom 1 R/h (rentgen na godzinę), ale poziom 10 mR/h (milirentgeny na godzinę) występuje znacznie częściej. Ponad 90% skażenia radioaktywnego w Czerwonym Lesie jest skoncentrowane w glebie. Naukowcy planują wykorzystać skażone promieniowaniem, wymarłe miasto Prypeć oraz otaczające je obszary jako unikalne laboratorium, przeznaczone do modelowania procesów rozprzestrzeniania się radionuklidów, powstałych przy wybuchu brudnej bomby albo ataku środkami chemicznymi lub biologicznymi. Obszar ten oferuje niezrównane możliwości pełnego zrozumienia procesu przejścia odpadów radioaktywnych przez tereny miejskie i wiejskie.
Wydaje się, że przyroda w zamkniętej strefie nie tylko przetrwała, ale również rozkwitła z powodu znacznego ograniczenia wpływu człowieka. Strefa stała się „Rezerwatem Radiologicznym”. Podobno występowały tu przypadki deformacyjnej mutacji zwierząt, ale żaden nie został udowodniony z wyjątkiem częściowego albinizmu u jaskółek. Obecnie istnieje problem skażenia gleby izotopami strontu 90Sr i cezu 137Cs, których czas połowicznego rozpadu wynosi około 30 lat. Najwyższe stężenie izotopu 137Cs zaobserwowano w powierzchniowych warstwach gleby, gdzie jest on wchłaniany przez rośliny i owady. Niektórzy naukowcy obawiają się, że radioaktywność będzie oddziaływać na ten obszar przez parę następnych pokoleń.
W kwietniu 2020 roku w lesie wybuchł pożar. Nie wiadomo, co było jego przyczyną. Najprawdopodobniej był to wynik kwietniowej suszy.